# 黄湖
黄湖是一个位于中国安徽省宿松县的湖泊，面积约为300平方千米。